# Kundenanforderung
Unter Kundenanforderungen (oder Kundenforderungen) versteht man in der Betriebswirtschaft die Bedingungen eines Kunden oder einer Kundengruppe an ein Produkt oder eine Dienstleistung.
Der Kunde kann auch, innerhalb eines Produktions- oder Transaktionsprozesses, als ein betriebsinterner Kunde definiert sein.

## Begriff
Der Begriff Kundenanforderung wird auch im Zusammenhang mit Bestellungen nach Kundenwunsch bzw. für die kundenauftragsbezogene Fertigung verwendet. Im Gegensatz zum Kundenwunsch stellt eine Kundenanforderung mehr oder weniger genaue Bedingungen, die erfüllt sein oder werden müssen, damit ein Geschäft zwischen Kunde und Lieferant längerfristig Bestand hat, da nur bei Erfüllung dieser Bedingungen Kundenzufriedenheit erreicht werden kann.

## Ökonomische Bedeutung
Kundenanforderungen sind Grundlage für die ökonomische Abläufe am Markt, an dem Angebot und Nachfrage den Preis steuern, während wechselnde Kundenanforderungen eine kontinuierliche Veränderung des Angebotes der Unternehmen bedingen und die Befriedigung von Bedürfnissen erheblichen Einfluss auf die Kundenbindung hat.

## Unterscheidungen
Kundenanforderungen können grob in Mindestanforderungen und „Nice-to-have“-Anforderungen  unterschieden werden. Der Begriff steht dabei für die Dinge, die eher ein „Kann“ als ein „Muss“ darstellen, dem Kunden aber zusätzlichen Nutzen in Form von Design, Funktion oder ähnlichem bieten.
Bei der Analyse der Kundenzufriedenheit im Kano-Modell werden die Kundenanforderungen in Basisanforderungen, Leistungsanforderungen und Begeisterungsanforderungen unterteilt. Je nach Erfordernissen ist eine noch detailliertere Unterscheidungs- und Analysemethode für Kundenanforderungen bzw. Kundenwünsche im Kano-Modell möglich. Neben den genannten Merkmalen (Basis, Leistung, Begeisterung) werden dann noch weitere Anforderungen in Merkmale von Produkt oder Dienstleistung (wie z. B. Rückweisungsmerkmale und unerhebliche Merkmale) überführt.
Die Qualitäts- und Prozessoptimierungsmethode Six Sigma nutzt, außer dem Kano-Modell, auch Werkzeuge, die unter anderem der Erfassung und Strukturierung der Kundenanforderungen, sowie der Korrelation der Kundenanforderungen mit Qualitätsmerkmalen von Produkten und Dienstleistungen dienen. Letzteres erfolgt mit Hilfe einer Komponente des im Qualitätsmanagement zur Qualitätssicherung verwendeten Werkzeugs Quality Function Deployment, dem sogenannten House of Quality.

## Ermittlung der Kundenanforderung
Zur Ermittlung der Kundenanforderungen am anonymen Markt werden Instrumente der Marktforschung wie die Befragung (persönliche, schriftliche und/oder telefonische Umfrage) verwendet, während bei bekanntem Kundenkreis personalisierte Kundenbefragungen und Kundenzufriedenheitsanalysen eingesetzt werden können.
In sicherheitskritischen Industrien wie der Luftfahrtindustrie, Automobilindustrie oder der Lebensmittelindustrie sind die Kundenanforderungen häufig sehr klar in Anforderungslisten beschrieben und direkt vom Kunden an den Lieferanten kommuniziert. Diese überschreiten nicht selten gesetzliche Anforderungen und die Inhalte von Zertifizierungsnormen deutlich und stellen somit eine weitere in den internen Regeln des Qualitätsmanagements zu berücksichtigende Dimension dar.

## Prozesse
Um den unterschiedlichsten Kundenanforderungen am Markt gerecht zu werden, laufen in jedem Unternehmen mehr oder weniger spezifische (unter Umständen nur bedingt standardisierbare) Kundenprozesse ab, die selbst aus einer Vielzahl, für den Kunden (un)sichtbaren Geschäftsprozessen bestehen können.